# Together Alone (Anouk)
Together Alone è il primo album in studio della cantante olandese Anouk, pubblicato il 15 ottobre 1997 dalla EMI.

## Tracce
1. Nobody's Wife
2. Together Alone
3. It's So Hard
4. The Other Side of Me
5. Pictures on Your Skin
6. Sacrifice
7. Fluid Conduction
8. My Life
9. It's a Shame
10. Time Is a Jailer
11. Mood Indigo

## Classifiche
| Paese            | Posizione massima |
| ---------------- | ----------------- |
| Austria          | 42                |
| Belgio (Fiandre) | 6                 |
| Finlandia        | 8                 |
| Francia          | 42                |
| Germania         | 72                |
| Norvegia         | 6                 |
| Paesi Bassi      | 1                 |
| Svezia           | 3                 |
| Svizzera         | 34                |